# کاموف-۱۲۶
کاموف-۱۲۶ (به انگلیسی: Kamov Ka-126) یک هواپیمای ساختِ کارخانهٔ ایندوستریا آئروناتیکا رومانا است که در سال ۱۹۸۹–۱۹۹۱ ساخته شد. این هواپیما در ۲۲ دسامبر ۱۹۸۸ میلادی نخستین پرواز خود را انجام داد.